# Maestro della Croce 432

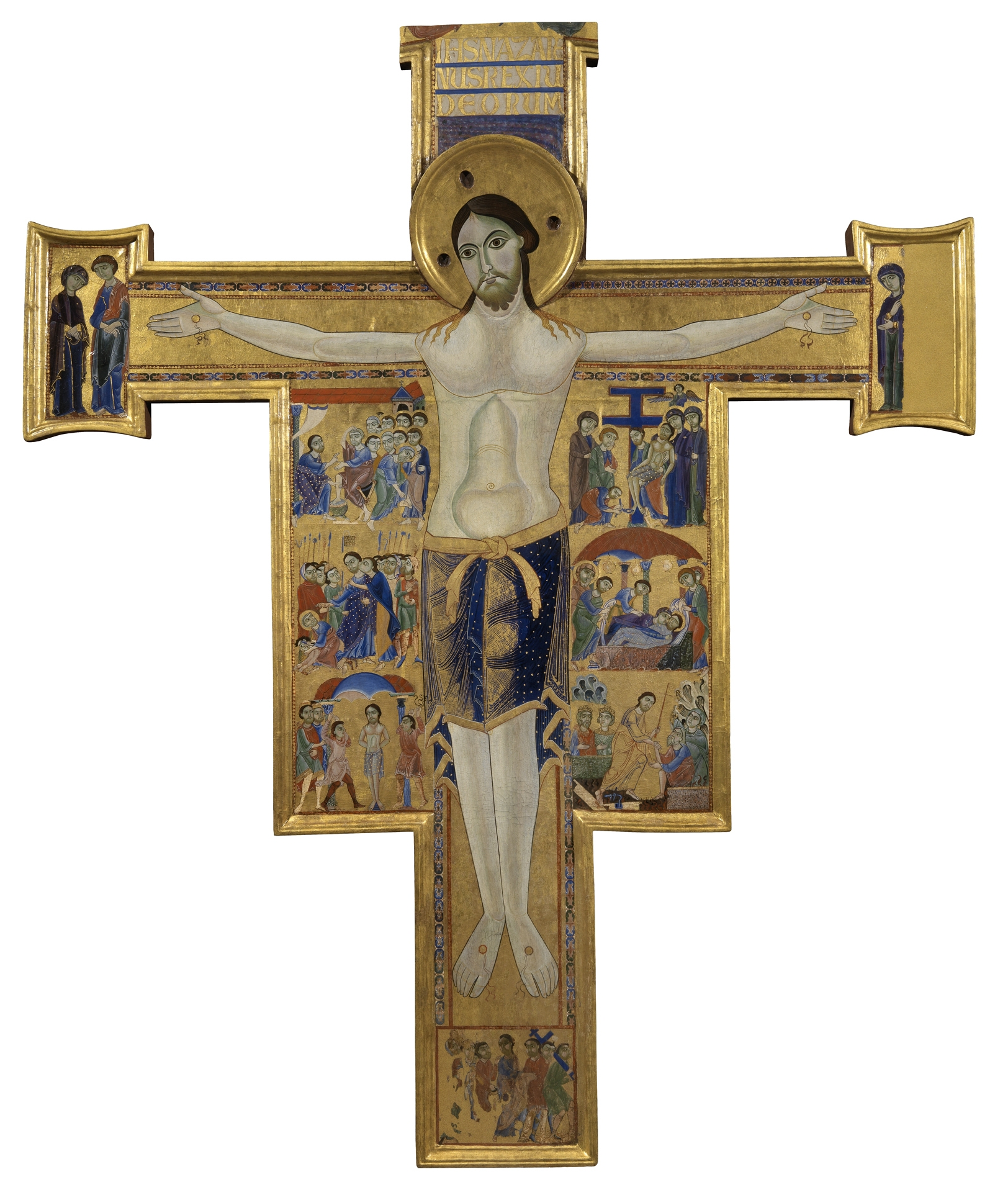
Le Crucifix n° 432.

Maestro della Croce 432 (« Maître du crucifix 432 ») est le nom de convention d'un maître anonyme italien de la peinture  byzantine de la fin du XIIe siècle, en relation avec le crucifix no 432, conservé et exposé à Florence au  musée des Offices.

## Description de l'œuvre principale attribuée
Il s'agit d'un crucifix peint de la typologie Christus triumphans de facture pisane